# Diaspis myristicae
Diaspis myristicae är en insektsart som först beskrevs av Rutherford 1914.  Diaspis myristicae ingår i släktet Diaspis och familjen pansarsköldlöss.
Artens utbredningsområde är Sri Lanka. Inga underarter finns listade i Catalogue of Life.